# そっと好かれる
『そっと好かれる』（そっとすかれる）は、小田扉による漫画作品集。2002年までに『マンガ・エロティクス・エフ』（太田出版）や『まんがくらぶ』（竹書房）、同人活動などで作者が執筆した短編漫画を収録し、2002年に太田出版より単行本化された。

## 概要
作者の短編集『男ロワイヤル』にも登場する野木さん、古野さん、高枝さんの「ご近所3人娘」が初めて登場する話を収録。個性的なキャラクター、内容に応じた絵柄の変化、ギャグ漫画でありながら哀切漂わせる作風と、小田扉テイストが遺憾なく発揮されている。

## 登場人物
野木雅子
「（有）あて名○○営業所」なる会社に勤める女性。
課長に好意を持ち、言動を逐一ノートにまとめては、言葉の端々を参照して好みの女性であろうとする。
趣味は釣りと、他人の性行為を覗き見たり盗み聞きしたりすること。
社会人であるためか、同じアパートの住人である古野さんと高枝さんにたかられることが多い。
古野吉乃
野木さんと同じアパートに住む女子高生。
コロコロと気が変わりやすく、行動的。クラスメートの角山君に好意を抱く。
他人に褒められたがるなど、評価や奉仕を無理強いしがちで、欲望に忠実な性格。
角山君が所属していることから合唱部に入部するも、とんでもない音痴のため周囲を困惑させた。
老けていると言う理由から、野木さんのことをしょっちゅうお母さんと呼びかける。
高枝
常に高枝切りばさみを携帯する女性。竿の先につける様々なアタッチメントを所持しており、三叉槍やマジックハンドなどの種類がある。
野木さん、古野さんを含む「ご近所3人娘」の中でも口調だけ見れば大人しい性格だが、粗暴な運転をする車に引っ掻き傷をつけたり、デートの直前に石鹸を2、3個使い切るほど性器を洗うなど、直情的な行動を取る面を持つ。
作者は高枝切りばさみについて、「きっと誰かから借りたまま自分のものにしてしまったんだろう」とあとがきで説明している。
白川さん
中学の頃に悪性の腫瘍を患い入院。そのために体験することが出来なかった「楽しみ」を取り戻すため、以後5年間一定の生活リズムを繰り返し続けている女性。
ボス
強盗殺人計画の首謀者。計画のために3人の「人との共同作業が出来ない人間」を招集する。
「BARボス」の地下室にアジトを持ち、合言葉は「不摂生」の問いに「口内炎」と答える事。
鼻炎持ち。
穴子
ボスに招集された一人。妻とは別居しており、子供の養育について揉めている。
殺人計画を実行するに辺り、「人間関係の整理」についてボスに諭される。
ドリフ
リーゼントの若者。
「想像することで何でも可能にする」が座右の銘。計画の失敗により、腹部に銃弾を受け死亡。
数学
ボスに招集されたメンバーのうちの紅一点。
小学校の教諭を担当していたが、辞職。「数学」と言う呼び名は担当教科ではなく、学生の頃数学教師にたぶらかされたため。離婚経験があり、子供を事故で失っている。
計画の失敗により、額と胸に銃弾を受け死亡。